# SHOXX
SHOXX (ショックス?) es una revista japonesa fundada en octubre de 1990, publicada mensualmente por Ongaku Senkasha. Se especializa en la escena Visual kei, en la cual se presentan bandas muy populares así como otras nuevas. Su eslogan es "Visual and Hard Shock Magazine", que aparece en la portada en cada número de la revista. Cada ejemplar cuesta alrededor de 930 yenes, y han pasado renombrados artistas por sus páginas.